# Вазгенян (семінарія)

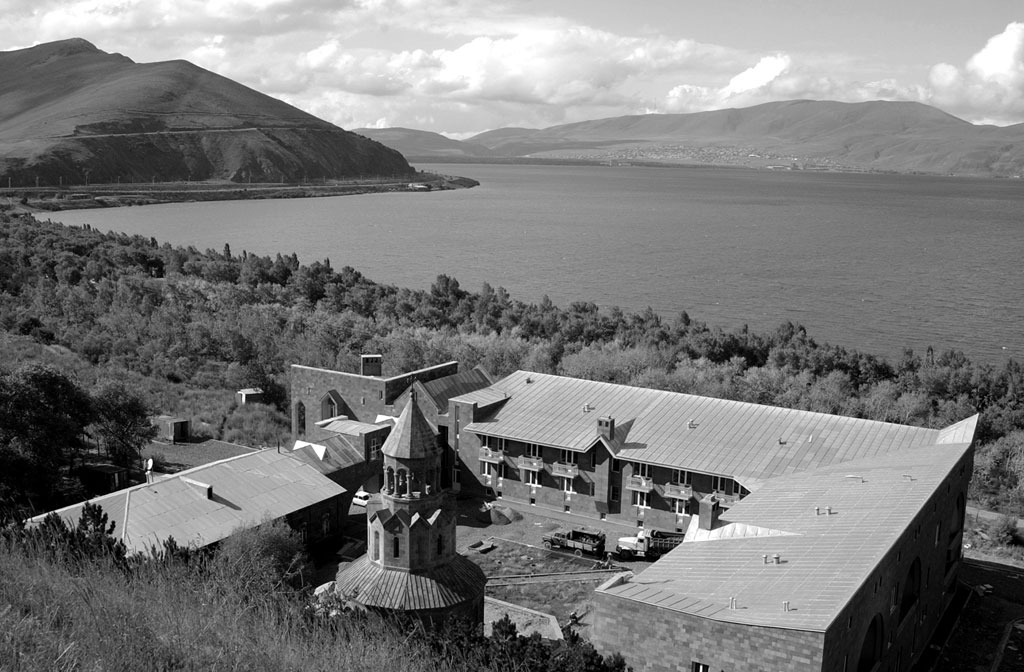

Севанська семінарія «Вазгенян» (вір. Վազգենյան) — семінарія  Вірменської апостольської церкви у Вірменії, на  півострові Севана; названо на честь  Католікоса всіх вірмен і глави Вірменської апостольської церкви — Вазгена I.
Головне завдання семінарії — підготовка майбутніх служителів для Вірменської апостольської церкви. У 2002 році було побудовано нову будівлю семінарії — з усіма побутовими зручностями, окремими спальним і навчальним корпусами, багатою бібліотекою.

## Історія
Відкриття Севанської семінарії стало можливим тільки після падіння комуністичної влади в 1990 році.
Севанську духовну семінарію 1994 році було названо «Вазгенян» в пам'ять світлопам'ятного Католікоса Вазгена I.